# William Parker (Ritter)

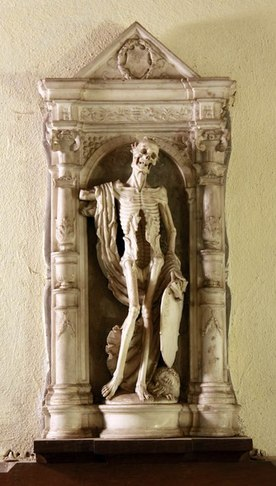
Grab in St Giles, Hallingbury mit Inschrift in Erinnerung an die Familie Morley

Sir William Parker, iure uxoris 9. Baron Morley, († 1510) war ein englischer Adeliger.

## Leben
Sir William Parker war ein treuer Anhänger des Hauses York und kämpfte mit Eduard IV. 1482 in Schottland, wo er in Edinburgh zum Ritter geschlagen wurde.
Richard III. machte ihn zu seinem Standard-Bearer (Standartenträger) und berief Sir William in sein Privy Council.
Am 22. August 1485 kämpfte Sir William für seinen König bei der Schlacht von Bosworth.
1489 wurde seine Ehefrau als einzige Erbin zur 9. Baroness Morley und Sir William hierdurch iure uxoris 9. Baron Morley sowie erblicher Marshal of Ireland.
Sir William wurde aber als treuer Yorkist unter Heinrich VII. nie ins Parlament berufen und soll den Großteil der Regentschaft Heinrichs, bis zu seinem eigenen Tod, inhaftiert im Tower of London verbracht haben.
Sir William starb 1510.

## Ehe und Nachkommen
Sir William heiratete spätestens 1486 Alice Lovel, 9. Baroness Morley, Tochter des William Lovel, 7. Baron Lovel, 4. Baron Holand († 1476) und der Alianore Lovel, 7. Baroness Morley (1442–1476). Das Paar hatte einen Sohn:
- Henry Parker, 10. Baron Morley (um 1486–1556).